# Dajos Béla
Dajos Béla, noto anche come Sándor Józsi, pseudonimo di Leon Golzmann (Kiev, 19 dicembre 1897 – La Falda, 5 dicembre 1978), è stato un violinista, direttore d'orchestra di jazz ucraino.

## Biografia
Il suo vero nome era Leon Golzmann, nato a Kiev, Impero russo attualmente capitale dell'Ucraina, il padre era di origine ebraica e sua madre ungherese. Imparò a suonare il violino all'età di sei anni e dall'età di nove anni si esibiva in concerti a Kiev. Iniziò però gli studi di legge al fine di diventare avvocato.
Servì come soldato durante la prima guerra mondiale. Successivamente studiò a Mosca con Moisej Issakovic e si esibì con la cantante Isa Kremer. Nel 1919 si stabilì a Berlino e continuò la sua formazione studiando privatamente con il violinista Issay Barmas. Per farsi strada dovette esibirsi in piccoli locali a nord di Berlino, assumendo all'epoca il nome d'arte Dajos Béla, ereditato da un collega musicista morto di overdose. Secondo altre fonti, Dajos era il nome di nascita della madre di Béla, morta quando lui era bambino, ma questa informazione non è stata verificata.
Dal 1920 al 1933 registrò per la compagnia Carl Lindström AG, sotto le etichette Odeon, Parlophone e Beka Records, che richiese un nome d'arte ungherese, motivo per cui usò il soprannome di Sándor Józsi.

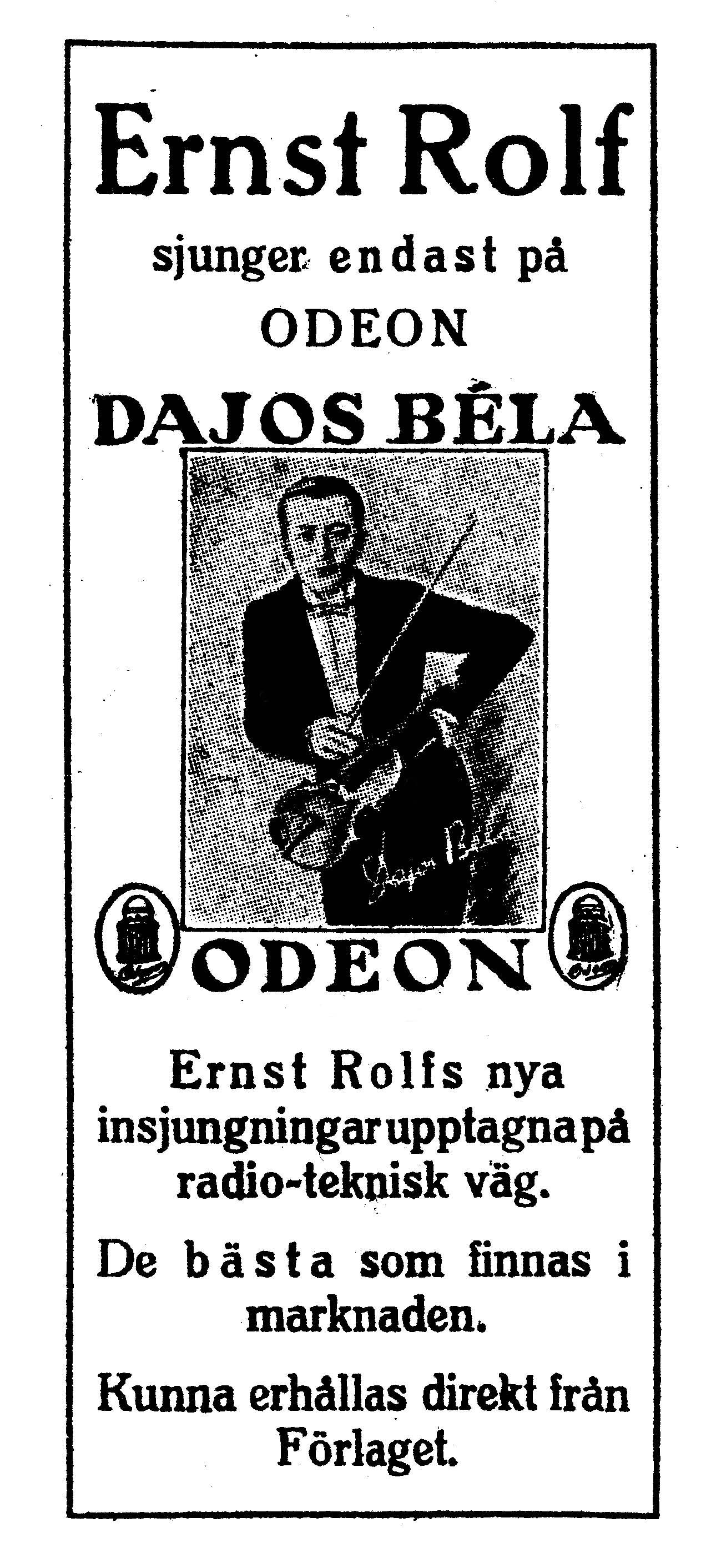
Pubblicità svedese di Dajos Béla nel 1927

La orquesta de Dajos Béla fue, junto con las de Paul Godwin y Marek Weber, uno de los grupos más prósperos de Alemania, exportando millones de discos. A mediados de la década de 1920, en los primeros años de la edad de oro del jazz, Dajos Béla, como muchos de sus colegas, tuvo problemas para encontrar músicos de talento. En 1927 su grupo reunía a músicos de todas las nacionalidades, entre ellos el pianista y cantante Allen Rex (que también tocaba el acordeón) y el músico de banjo estadounidense Mike Danzi, reclutado para un gira por Suecia. Sus otros músicos eran los ingleses Howard McFarlane y Ben Pickering (trompeta), Harald Kichstein (guitarra) y Walter Kallander (saxofón alto).
Nei primi anni venti, Dajos Béla fondò a Berlino la propria orchestra, con la quale registrò per la compagnia di Lindström. Il suo repertorio comprendeva musica da ballo, ma anche musica leggera di compositori come Johann Strauss II o Erik Meyer-Helmund. L'orchestra suonava anche brani classici, brani di opera e operette. I balli di moda dell'epoca erano il Charleston, il boston, il foxtrot, il dixieland, il two-step e, soprattutto, il tango.
L'orchestra di Dajos Béla era, insieme a quelle di Paul Godwin e Marek Weber, uno dei gruppi più prosperi della Germania, esportando milioni di dischi. A metà degli anni '20, nei primi anni dell'età d'oro del jazz, Dajos Béla, come molti dei suoi colleghi, aveva difficoltà a trovare musicisti di talento. Nel 1927 il suo gruppo riuniva musicisti di tutte le nazionalità, tra cui il pianista e cantante Allen Rex, che suonava anche la fisarmonica e il banjoista americano Mike Danzi, reclutato per un tour in Svezia. I suoi altri musicisti erano gli inglesi Howard McFarlane e Ben Pickering (tromba), Harald Kichstein (chitarra) e Walter Kallander (sassofono alto).El conjunto apareció con diferentes nombres: The Odeon Five, Mac’s Jazz Orchestra, Wiener-Bohème Orchester, Orchestre Mascotte y Clive Williams Jazzband. Él modificó su nombre, según los sellos discográficos: Friedrich Elsberg, Sándor Józsi, Leon Leonidoff, Joseph Plaut. Su orquesta a menudo acompañó a cantantes célebres de la época como Richard Tauber, Marta Eggerth, Max Hansen o los Comedian Harmonists.
Con l'avvento del sonoro, Dajos Béla approfittò della situazione per esibirsi con il suo gruppo. Recitò in Jeder fragt nach Erika (1931) di Erich Engels e in Wer nimmt die Liebe ernst (con la musica di Wilhelm Grosz). Il suo gruppo lavorò con attori cinematografici molto popolari, come Marta Eggerth o Max Hansen. Ma dagli anni venti Dajos Béla lavorò anche per la radio e in hotel di Berlino (Adlon, Excelsior), per cui si può dire che la sua orchestra era presente in tutti i mezzi di comunicazione tedeschi, essendo quindi una delle più famose della Repubblica di Weimar.
Il suo successo fu tale che si esibì ogni settimana a Copenaghen (Jazzsymfonisk konsert) alternando le sue esibizioni a Berlino.
Tuttavia, essendo di origine ebraica, Dajos Béla era nel mirino del regime da quando i nazisti salirono al potere in Germania. Nel marzo del 1933 un concerto all'Excelsior fu brutalmente interrotto dalle SA, che lo minacciarono e lo insultarono.
Andò in tour con la moglie e alcuni bagagli. Fu nei Paesi Bassi, poi a Parigi, dove suonò al Monseigneur. Successivamente si recò a Londra, al Palladium, e nel 1935 a Vienna, dove partecipò al film Tanzmusik.
Nello stesso anno, Radio Splendid di Buenos Aires gli offrì un contratto per esibirsi con la sua orchestra. Il 2 marzo partì da Boulogne-sur-Mer sulla nave Astoria con i membri della sua banda. Non tornò in Europa fino ai primi anni 1970. Dajos Béla iniziò subito a registrare, fu molto attivo alla radio e compose musica cinematografica. Concluso un contratto con Radio Splendid, si unì a Radio El Mundo, dove per numerosi anni diresse un programma radiofonico quotidiano.
Si esibì anche in numerosi caffè da ballo, soprattutto al Richmond e al Galeon. Grazie al suo successo, molti musicisti ebrei lasciarono l'Europa e suonarono con la loro orchestra. Il cantante ungherese Tino Dani fu uno di loro.
Dajos Béla visse poi a Olivos, nella provincia di Buenos Aires. Dal 1945 continuò la sua carriera in Argentina anche se, come altri musicisti, ebbe maggiori difficoltà a trovare lavoro. Come in altri paesi, la musica dal vivo nei caffè di Buenos Aires scompariva per ragioni economiche. Tuttavia continuò a suonare per alcuni anni ai matrimoni e sulle navi della compagnia di navigazione Rio Tunuyan. Su invito del Senato di Berlino, si recò in Germania nel 1976, venendo onorato al suo arrivo.
Dajos Béla morì a La Falda, in Argentina, dove risiedeva, nel 1978, all'età di 80 anni, 14 giorni prima di compiere 81 anni. Fu sepolto nel cimitero ebraico di La Tablada, a Buenos Aires.

## Discografia selezionata

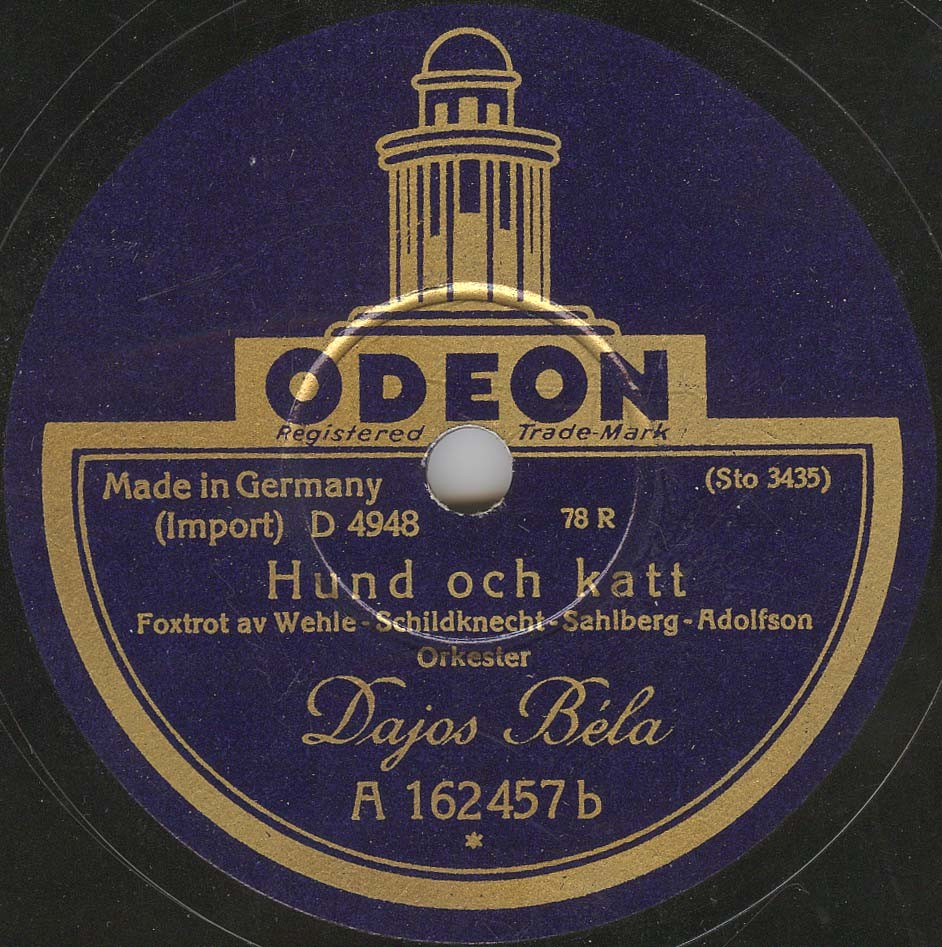
Un disco Odeon di Béla del 1929 destinata al mercato svedese

- Waitin' For The Moon / Adieu, Mimi (Shimmy) (Odeon 0-1921),
- Humming / Bummel-Petrus (Intermezzo) (Odeon A 71942), 1921
- Radio-Tango / Opern-Foxtrott in Potpourri-Form (Odeon 49039), 1925
- (as Kapelle Merton): Dinah / Sevilla (Beka B.6071), 1926
- Who ? ("Du ! Wann bist du bei mir ?") / Zwei rote Rosen, ein zarter Kuss (Odeon 0-2087), Januar 1927
- Heinzelmännchens Wachtparade / Dornröschens Brautfahrt (Odeon 0-2101), 1927
- Santa Lucia / Venezia (Odeon 0-2122), 1927
- Hund och Katt / Ref. sång (Odeon D-4948), 1929
- Kennst du das kleine Haus am Michigansee / Anna Aurora (Odeon D-4975), 1929
- (as Odeon-Tanz-Orchester und Gesang): In Sanssouci, dort wo die alte Mühle steht (Odeon O-11301), 1929
- (with Leo Frank (singer)): Im Rosengarten von Sanssouci, 1930

In addition, he made around 70 records with the tenor Richard Tauber (1891–1948) as violin soloist or orchestra director.